# アマガミSSキャラクター別エンディングテーマ
「アマガミSS」キャラクター別エンディングテーマは、テレビアニメ『アマガミSS』のエンディングテーマとして使用されたキャラクターソングによる、マキシシングル盤音楽CDシリーズ。

## 概要
2010年7月21日から12月15日にかけて、全6点がポニーキャニオンから発売された。2011年1月19日には、「キャラクター別エンディングテーマ」と銘打たれはいないものの、同じくエンディングテーマとして使用されたキャラクターソングのシングルが、更に2点リリースされた。それらも同様扱いとなる。
『アマガミSS』は、基本的に4話（章）ごとにヒロインが交代して1つの編を構成しており、それに伴いエンディングテーマも、各編ごとにおけるヒロインのキャラクターソング（歌唱はそれぞれを演じる声優）が交代で使用された。このシングルシリーズは、それぞれのテーマソングとカップリング曲を収録したCDとなっている。
なお、原作ゲーム『アマガミ』のキャラクターソングはポニーキャニオンではなく、TWOFIVE RECORDSからの発売となっている。そちらについてはアマガミ キャラクターソングを参照。

### 1〜6
- 放送順に、6人のメインヒロイン・森島はるか（伊藤静）・棚町薫（佐藤利奈）・中多紗江（今野宏美）・七咲逢（ゆかな）・桜井梨穂子（新谷良子）・絢辻詞（名塚佳織）による6点が、テレビ放送の進行に合わせて毎月1回発売された。エンディングテーマソングは各4話に使用。
- 通常盤と特別盤の、2種類の仕様で販売された。通常盤には、カップリング分を含めたキャラクターソング2曲が収録されている。特別盤は2枚組で、DISC 1は通常盤と同内容。DISC 2には、大森俊之による劇中BGM2曲と、ヒロインのモノローグが収録されている。
- 各CDのジャケットは、該当ヒロインの、学園内を舞台としたイラストとなっている。その背景遠方には、次の順番となる（最後となる絢辻詞の場合は、最初の）担当ヒロインが、該当CDのジャケットイラストと同一位置に、同一ポーズで小さく描かれている。

### 7・8
- ゲーム版において隠しヒロイン扱いの上崎裡沙（門脇舞以）と、サブヒロインである橘美也（阿澄佳奈）による2点が、テレビ放映終了後に同日発売された。上崎裡沙の回はテレビ放送最終話、橘美也の回はBD/DVD限定エピソードとなる。エンディングテーマソングは、その各1話にのみ使用。
- カップリング分を含めたキャラクターソング2曲と、劇中BGM1曲が収録されている。特別盤は存在しない。
- それぞれのジャケットを並べると、2人が左右対称の形で座っている1枚のイラストになる。

## リリース一覧
大半が既存の洋楽、もしくは映画やドラマの題名を元にしたと思しき曲名となっている。
| # | 発売日         | ヒロイン   | 声優     | タイトル           | c/w             | ED使用話数     | c/w使用話数 |
| - | -------------- | ---------- | -------- | ------------------ | --------------- | -------------- | ----------- |
| 1 | 2010年7月21日  | 森島はるか | 伊藤静   | キミの瞳に恋してる | 花              | 第1話〜第4話   |             |
| 2 | 2010年8月18日  | 棚町薫     | 佐藤利奈 | きっと明日は…      | 風に吹かれて    | 第5話〜第8話   |             |
| 3 | 2010年9月15日  | 中多紗江   | 今野宏美 | あなたしか見えない | KEEPING SMILE   | 第9話〜第12話  |             |
| 4 | 2010年10月20日 | 七咲逢     | ゆかな   | 恋はみずいろ       | minamo          | 第13話〜第16話 | 第15話      |
| 5 | 2010年11月17日 | 桜井梨穂子 | 新谷良子 | 恋はあせらず       | 星              | 第17話〜第20話 | 第20話      |
| 6 | 2010年12月15日 | 絢辻詞     | 名塚佳織 | 嘆きの天使         | White or Black? | 第21話〜第24話 |             |
| 7 | 2011年1月19日  | 上崎裡沙   | 門脇舞以 | 恋のゆくえ         | パンドラの恋    | 第25話         |             |
| 8 | 2011年1月19日  | 橘美也     | 阿澄佳奈 | 素敵なある日       | あのね          | 第26話         |             |

### 森島はるか
- DISC 1

1. キミの瞳に恋してる [4:02]
作詞：伏見和幸、作曲・編曲：津波幸平
2. 花 [4:37]
作詞：山口美幸、作曲：津波幸平、編曲：愁木真一
3. キミの瞳に恋してる（Instrumental）
4. 花（Instrumental）

- DISC 2【特別盤のみ】

1. She's wallking with flowers [1:49]
作曲・編曲：大森俊之
2. The first feeling [1:30]
作曲・編曲：大森俊之
3. Character Monologue [4:19]

### 棚町薫
- DISC 1

1. きっと明日は… [4:08]
作詞：小川マキ、作曲・編曲：横山克
2. 風に吹かれて [4:03]
作詞：小川マキ、作曲：ムラマツテツヤ、編曲：堤博明
3. きっと明日は…（Instrumental）
4. 風に吹かれて（Instrumental）

- DISC 2【特別盤のみ】

1. Her heart is jumping around [1:58]
作曲・編曲：大森俊之
2. Girl's talk [1:43]
作曲・編曲：大森俊之
3. Character Monologue [4:26]

### 中多紗江
- DISC 1

1. あなたしか見えない [3:20]
作詞・作曲・編曲：黒澤直也
2. KEEPING SMILE [3:34]
作詞・作曲・編曲：黒澤直也
3. あなたしか見えない（Instrumental）
4. KEEPING SMILE（Instrumental）

- DISC 2【特別盤のみ】

1. A little bird on my hand [1:34]
作曲・編曲：大森俊之
2. Walking along, shining along [1:29]
作曲・編曲：大森俊之
3. Character Monologue [5:01]

### 七咲逢
カップリング曲の「minamo」は、第15話の挿入歌として使用された。
- DISC 1

1. 恋はみずいろ [4:20]
作詞：Reika、作曲・編曲：津波幸平
2. minamo [5:37]
作詞：伏見和行、作曲・編曲：津波幸平
3. 恋はみずいろ（Instrumental）
4. minamo（Instrumental）

- DISC 2【特別盤のみ】

1. Swimming in the wind [1:33]
作曲・編曲：大森俊之
2. Sweet actually [2:02]
作曲・編曲：大森俊之
3. Character Monologue [5:21]

### 桜井梨穂子
カップリング曲の「星」は、第20話の挿入歌として使用された。
- DISC 1

1. 恋はあせらず [3:47]
作詞：フジノタカフミ、作曲：多田慎也、編曲：浜崎裕司
2. 星 [4:25]
作詞：小西裕子、作曲：多田慎也、編曲：生田真心
3. 恋はあせらず（Instrumental）
4. 星（Instrumental）

- DISC 2【特別盤のみ】

1. Spicy or spacy [2:07]
作曲・編曲：大森俊之
2. Before saying good night [1:59]
作曲・編曲：大森俊之
3. Character Monologue [3:35]

### 絢辻詞
- DISC 1

1. 嘆きの天使 [5:11]
作詞・作曲・編曲：芦沢和則
2. White or Black? [4:39]
作詞：六ツ見純代、作曲・編曲：D.watt
3. 嘆きの天使（Instrumental）
4. White or Black?（Instrumental）

- DISC 2【特別盤のみ】

1. Sunny side of her smile [1:43]
作曲・編曲：大森俊之
2. Her sealed passion [2:21]
作曲・編曲：大森俊之
3. Character Monologue [4:32]

### 上崎裡沙
1. 恋のゆくえ
作詞：Yuka-ri、作曲：吉川慶、編曲：pOlOn
2. パンドラの恋
作詞：小川マキ、作曲・編曲：横山克
3. He is all she can see
作曲・編曲：大森俊之
4. 恋のゆくえ（Instrumental）
5. パンドラの恋（Instrumental）

### 橘美也
1. 素敵なある日
作詞：伏見和行、作曲：町田トシユキ、編曲：伊東ヒロム
2. あのね
作詞：Ur.、作曲・編曲：伊東ヒロム
3. Like a black cat
作曲・編曲：大森俊之
4. 素敵なある日（Instrumental）
5. あのね（Instrumental）